# 2. периода хемијских елемената
Друга периода у себи садржи један алкални метал, један земљани алкални метал, један металоид, три неметала, један халогени елемент и један племенити гас. Другој периоди припадају елементи : литијум, берилијум, бор, угљеник, азот, кисеоник, флуор и неон. Ови елементи имају атомске бројеве између 3 и 10. У овој периоди укупно се налази 8 хемијских елемената.

## Периодни трендови
Периода 2 је прва периода у периодном систему из које се могу формулисати периодни трендови. Периода 1, која садржи само два елемента (водоник и хелијум), сувише је мала да би се из ње произвели било какви коначни трендови, посебно зато што се та два елемента не понашају налик на друге елементе s-блока. Периода 2 има много уочљивије трендове. За све елементе у периоди 2, како се атомски број повећава, атомски радијус елемената се смањује, електронегативност расте, и енергија јонизације расте.
Периода 2 има само два метала (литијум и берилијум) од осам елемената, мање него у било којој наредној периоди, по броју и по пропорцијама. Такође има највећи број неметала, односно пет, међу свим периодима. Елементи у периоди 2 често имају најекстремнија својства у својим групама; на пример, флуор је најреактивнији халоген, неон је најинертнији племенити гас, а литијум је најмање реактиван алкални метал.
Сви елементи периоде 2 су у потпуној сагласноти са Маделунговим правилом; у периоди 2, литијум и берилијум испуњавају 2s подљуску, а бор, угљеник, азот, кисеоник, флуор и неон испуњавају 2p подљуску. Ова периода дели ову особину са периодима 1 и 3, од којих ниједна не садржи прелазне елементе или унутрашње прелазне елементе, који се често одступају од правила.
| Хемијски елемент | Хемијски елемент | Хемијски елемент | Блок   | Конфигурација електрона |
| 3                |                  | Литимум          | s-блок |                         |
| 4                |                  | Берилијум        | s-блок |                         |
| 5                |                  | Бор              | p-блок |                         |
| 6                |                  | Угљеник          | p-блок |                         |
| 7                |                  | Азот             | p-блок |                         |
| 8                |                  | Кисеоник         | p-блок |                         |
| 9                |                  | Флуор            | p-блок |                         |
| 10               |                  | Неон             | p-блок |                         |

### Литијум
Литијум (Li) је алкални метал са атомским бројем 3, који се природно јавља у два изотопа: 6 и 7Li. Ова два изотопа чине сав природни литијум на Земљи, иако су били синтетисани даљи изотопи. У јонским једињењима, литијум губи електрон да би постао позитивно наелектрисан, формирајући катјон Li+. Литијум је први алкални метал у периодном систему и први метал било које врсте у периодном систему. На стандардној температури и притиску, литијум је мек, сребрно-бели, високо реактиван метал. Са густином од 0,564 g⋅cm−3, литијум је најлакши метал и најмање густ чврсти елемент.
Литијум је један од ретких елемената синтетизованих у Великом праску. Литијум је 33. елемент по заступљености на земљи, који се јавља у концентрацијама између 20 и 70 ppm по тежини, али због своје високе реактивности се природно налази само у једињењима.
Литијумове соли се користе у фармаколошкој индустрији као лекови за стабилизацију расположења. Они се користе у лечењу биполарног поремећаја, где имају улогу у лечењу депресије и маније и могу да смање шансе појаве самоубиства. Најчешће коришћена једињења су литијум карбонат, , литијум цитрат, , литијум сулфат,  и литијум оротат, . Литијум се такође користи у батеријама као анода, а његове легуре са алуминијумом, кадмијумом, бакром и манганом се користе за прављење делова високих перформанси за авионе, пре свега спољашњег резервоара Спејс-шатла.

### Берилијум
Берилијум (Be) је хемијски елемент са атомским бројем 4, који се јавља у облику 9. На стандардној температури и притиску, берилијум је јак, челично сив, лаган, крт, двовалентни земноалкални метал, са густином од 1,85 g⋅cm−3. Такође има једну од највиших тачака топљења од свих лаких метала. Најчешћи изотоп берилијума је 9, који садржи 4 протона и 5 неутрона. Он чини скоро 100% укупног берилијума који се појављује у природи и његов је једини стабилни изотоп; међутим, други изотопи су синтетисани. У јонским једињењима, берилијум губи своја два валентна електрона да би формирао катјон, .
Мале количине берилијума су синтетисане током Великог праска, иако се већина распада или даље реагује да би створила већа језгра, попут угљеника, азота или кисеоника. Берилијум је компонента 100 од 4000 познатих минерала, као што су бертрандит, , берил, , хризоберил, Al2BeO4 и фенакит, . Драгоцени облици берила су аквамарин, црвени берил и смарагд. Најчешћи извори берилијума који се комерцијално користе су берил и бертрандит и његова производња укључује редукцију берилијум флуорида металним магнезијумом или електролизу растопљеног берилијум хлорида, који садржи нешто натријум хлорида, јер је берилијум хлорид лош проводник струје.
Због своје крутости, мале тежине и стабилности димензија у широком температурном опсегу, метал берилијум се користи као конструкциони материјал у авионима, пројектилима и комуникационим сателитима. Користи се као легирно средство у берилијум бакру, који се користи за израду електричних компоненти због своје високе електричне и топлотне проводљивости. Листови берилијума се користе у рендгенским детекторима за филтрирање видљиве светлости и пропуштање само рендгенских зрака. Он се користи као модератор неутрона у нуклеарним реакторима, јер су лака језгра ефикаснија у успоравању неутрона од тешких језгара. Мала тежина и велика крутост берилијума такође га чине корисним у конструкцији високотонаца у звучницима.
Берилијум и једињења берилијума су класификовани од стране Међународне агенције за истраживање рака као канцерогени групе 1; они су канцерогени за животиње и за људе. Хронична берилиоза је плућна и системска грануломатозна болест узрокована излагањем берилијуму. Између 1% и 15% људи је осетљиво на берилијум и може развити инфламаторну реакцију у свом респираторном систему и кожи, која се назива хронична берилијумска болест или берилиоза. Имунски систем тела препознаје берилијум као стране честице и покреће напад на њих, обично у плућима где се удише. То може изазвати грозницу, умор, слабост, ноћно знојење и отежано дисање.

### Бор
Бор (B) је хемијски елемент са атомским бројем 5, који се јавља као 10 и 11. На стандардној температури и притиску, бор је тровалентни металоид који има неколико различитих алотропа. Аморфни бор је смеђи прах настао као производ многих хемијских реакција. Кристални бор је веома тврд, црни материјал са високом тачком топљења и постоји у многим полиморфима: два ромбоедарска облика, α-бор и β-бор који садрже 12 односно 106,7 атома у ромбоедарској јединичној ћелији, и 50-атомски тетрагонални бор су најчешћи. Бор има густину од 2,34−3. Најчешћи изотоп бора је 11B са 80,22%, који садржи 5 протона и 6 неутрона. Други уобичајени изотоп је 10B са 19,78%, који садржи 5 протона и 5 неутрона. Ово су једини стабилни изотопи бора; међутим и други изотопи су синтетисани. Бор формира ковалентне везе са другим неметалима и има оксидациона стања 1, 2, 3 и 4.
Бор се не јавља у природи као слободан елемент, већ у једињењима као што су борати. Најчешћи извори бора су турмалин, боракс,  и кернит, . Тешко је добити чист бор. Он се може издвојити магнезијумском редукцијом бор триоксида, . Овај оксид настаје топљењем борне киселине, , која се заузврат добија из боракса. Мале количине чистог бора могу се добити термичким разлагањем бор бромида, , у гасовитом водонику преко вруће жице од тантала, која делује као катализатор. Комерцијално најважнији извори бора су: натријум-тетраборат пентахидрат, , који се користи у великим количинама за израду изолационих фибергласа и избељивача натријум пербората; бор карбид, керамички материјал, користи се за израду оклопних материјала, посебно у панцирима за војнике и полицајце; ортоборна киселина,  или борна киселина, која се користи у производњи текстилног фибергласа и равних дисплеја; натријум тетраборат декахидрат, Na2B4O7 · 10H2O или боракс, који се користи у производњи лепкова; и изотоп бор-10 се користи као контрола за нуклеарне реакторе, као штит за нуклеарно зрачење и у инструментима који се користе за детекцију неутрона.
Бор је есенцијални биљни микронутријент, неопходан за снагу и развој ћелијског зида, деобу ћелија, развој семена и плодова, транспорт шећера и развој хормона. Међутим, високе концентрације у земљишту од преко 1,0  могу изазвати некрозу листова и слаб раст. Нивои од само 0,8 ppm могу изазвати појаву ових симптома код биљака посебно осетљивих на бор. Већина биљака, чак и оних толерантних на бор у земљишту, показаће симптоме борне токсичности када су нивои бора већи од 1,8 ppm. Код животиња, бор је елемент у ултра траговима; у људској ишрани, дневни унос се креће од 2,1 до 4,3  бора/ телесне тежине (тт)/дан. Такође се користи као додатак за превенцију и лечење остеопорозе и артритиса.